# Helblindi
En la mitología nórdica Helblindi (literalmente su nombre significa “Ciego de Hel” pero no se sabe de ninguna relación entre Hel y él) es el hijo de Farbauti y Laufey siendo el hermano menor de Býleistr y el hermano mayor de Loki. 
Helblindi es nombrado en dos poemas, Haustlöng de Thjódólfur úr Hvini y la Húsdrápa de Ulf Uggason. Fuera de eso no aparece en ningún otro registro.
- Datos: Q282516